# Ädelost

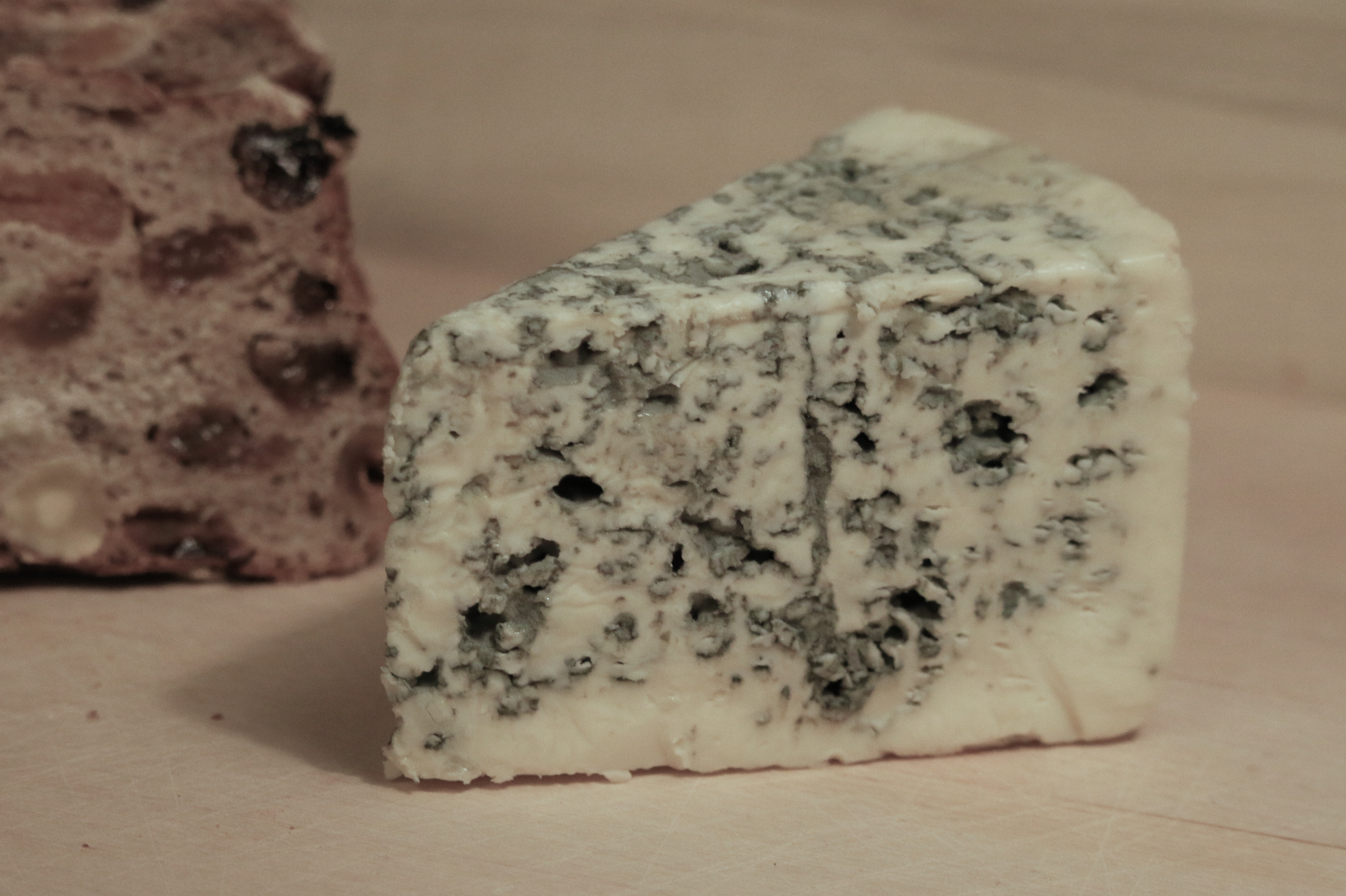
Brânza Ädelost

Ädelost (în suedeză brânză nobilă) este o varietate de brânză cu mucegai ce provine din Suedia, fabricată din lapte pasteurizat de vacă. 